# Grand Prix Kanady 1967
Grand Prix Kanady 1967 (oryg. Player's Canadian Grand Prix) – ósma runda Mistrzostw Świata Formuły 1 w sezonie 1967, która odbyła się 27 sierpnia 1967, po raz pierwszy na torze Mosport International Raceway.
Siódme Grand Prix Kanady, pierwsze zaliczane do Mistrzostw Świata Formuły 1.

## Klasyfikacja
| Legenda oznaczeń w tabelach wyników Wyświetl szablon na nowej stronie | Legenda oznaczeń w tabelach wyników Wyświetl szablon na nowej stronie                                                                     |
| Oznaczenie                                                            | Wyjaśnienie |
| --------------------------------------------------------------------- | --- |
| Złoty                                                                 | Zwycięzca lub mistrzostwo |
| Srebrny                                                               | 2. miejsce lub wicemistrzostwo |
| Brązowy                                                               | 3. miejsce lub II wicemistrzostwo |
| Zielony                                                               | Ukończył, punktował (w klasyfikacji generalnej, gdy zdobył co najmniej jeden punkt na przestrzeni sezonu, poza trzema powyższymi opcjami) |
| Niebieski                                                             | Ukończył, nie punktował (w klasyfikacji generalnej, gdy nie zdobył co najmniej jednego punktu na przestrzeni sezonu)                      |
| Czerwony                                                              | Nie zakwalifikował się (NZ) |
| Czerwony                                                              | Nie prekwalifikował się (NPK) |
| Różowy                                                                | Nie ukończył (NU) |
| Różowy                                                                | Niesklasyfikowany (NS) (w klasyfikacji generalnej, gdy nie został sklasyfikowany w żadnym wyścigu sezonu)                                 |
| Czarny                                                                | Zdyskwalifikowany (DK) |
| Czarny                                                                | Wykluczony (WYK/EX) |
| Biały                                                                 | Nie wystartował (NW) |
| Biały                                                                 | Kontuzjowany (K/INJ) |
| Biały                                                                 | Wyścig odwołany (OD/C) |
| Bez koloru                                                            | Został wycofany (WYC/WD) |
| Bez koloru                                                            | Nie przybył (NP/DNA) |
| Bez koloru                                                            | Nie brał udziału w treningach (NT/DNP) |
| Bez koloru                                                            | Nie został zgłoszony (–) |
| Pogrubienie                                                           | Start z pole position |
| Kursywa                                                               | Najszybsze okrążenie wyścigu |
| †                                                                     | Nie ukończył, ale jego rezultat został zaliczony ze względu na przejechanie więcej niż 90% dystansu wyścigu.                              |
| *                                                                     | Sezon w trakcie |
| 1/2/3                                                                 | Punktowana pozycja w sprincie kwalifikacyjnym                                                                                             |
| Lista systemów punktacji Formuły 1                                    | |

| Pos | No | Kierowca        | Konstruktor     | Okrążeń | Czas/powód NU      | Poz. Start. | Punktów |
| --- | -- | --------------- | --------------- | ------- | ------------------ | ----------- | ------- |
| 1   | 1  | Jack Brabham    | Brabham-Repco   | 90      | 2:40:40.0          | 7           | 9       |
| 2   | 2  | Denny Hulme     | Brabham-Repco   | 90      | + 1:01.9           | 3           | 6       |
| 3   | 10 | Dan Gurney      | Eagle-Weslake   | 89      | + 1 okrążenie      | 5           | 4       |
| 4   | 4  | Graham Hill     | Lotus-Ford      | 88      | + 2 Okrążeń        | 2           | 3       |
| 5   | 16 | Mike Spence     | BRM             | 87      | + 3 Okrążeń        | 10          | 2       |
| 6   | 20 | Chris Amon      | Ferrari         | 87      | + 3 Okrążeń        | 4           | 1       |
| 7   | 19 | Bruce McLaren   | McLaren-BRM     | 86      | + 4 Okrążeń        | 6           |         |
| 8   | 9  | Joakim Bonnier  | Cooper-Maserati | 85      | + 5 Okrążeń        | 14          |         |
| 9   | 12 | David Hobbs     | BRM             | 85      | + 5 Okrążeń        | 12          |         |
| 10  | 8  | Richard Attwood | Cooper-Maserati | 84      | + 6 Okrążeń        | 13          |         |
| 11  | 6  | Mike Fisher     | Lotus-BRM       | 81      | + 9 Okrążeń        | 17          |         |
| NU  | 3  | Jim Clark       | Lotus-Ford      | 69      | Zapłon             | 1           |         |
| DSQ | 5  | Eppie Wietzes   | Lotus-Ford      | 69      | Dyskwalifikacja    | 16          |         |
| NU  | 15 | Jackie Stewart  | BRM             | 65      | Przepustnica       | 9           |         |
| NS  | 11 | Al Pease        | Eagle-Climax    | 47      | Nie sklasyfikowany | 15          |         |
| NU  | 17 | Chris Irwin     | BRM             | 18      | Wypadł z toru      | 11          |         |
| NU  | 71 | Jochen Rindt    | Cooper-Maserati | 4       | Zapłon             | 8           |         |
| NZ  | 41 | Tom Jones       | Cooper-Climax   |         |                    |             |         |